# ユニオン駅 (ロサンゼルス)

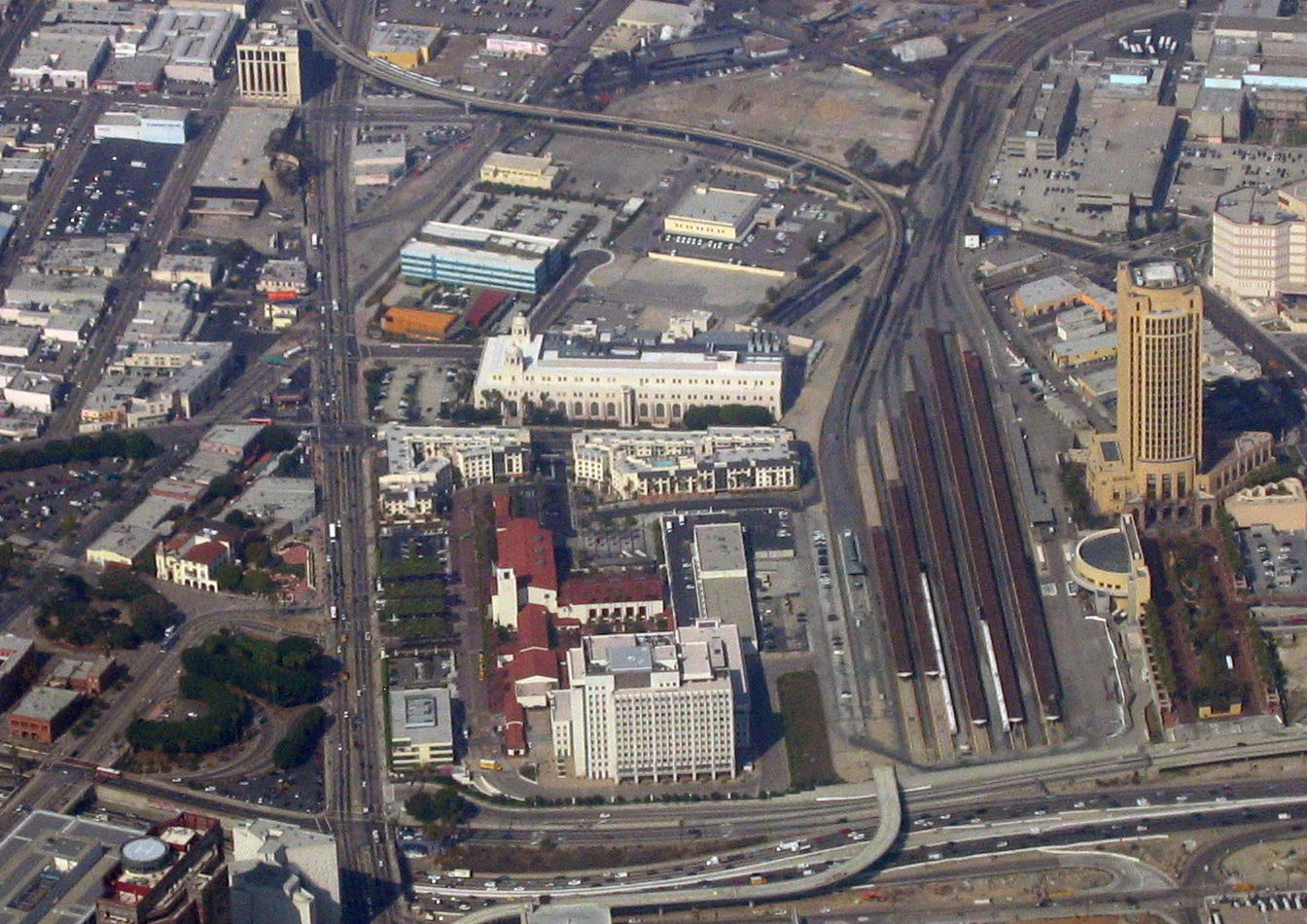
駅全景。赤い屋根の建物群が西口駅舎、ホームを挟み反対側の黄土色半円形の建物が東側駅舎。一番西側のプラットフォームはLRTのL線用で、写真では延伸工事中（2007年）

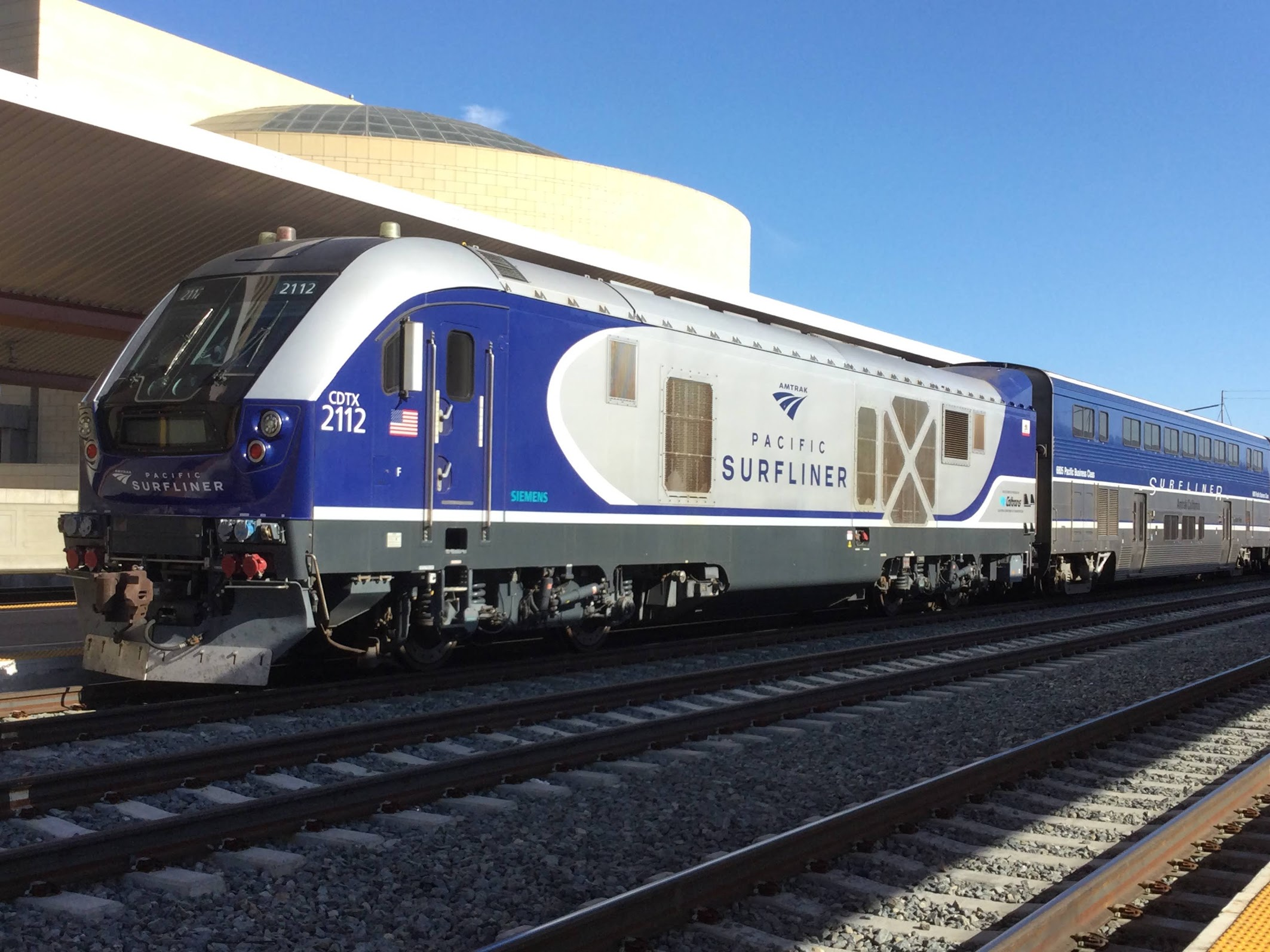
アムトラック

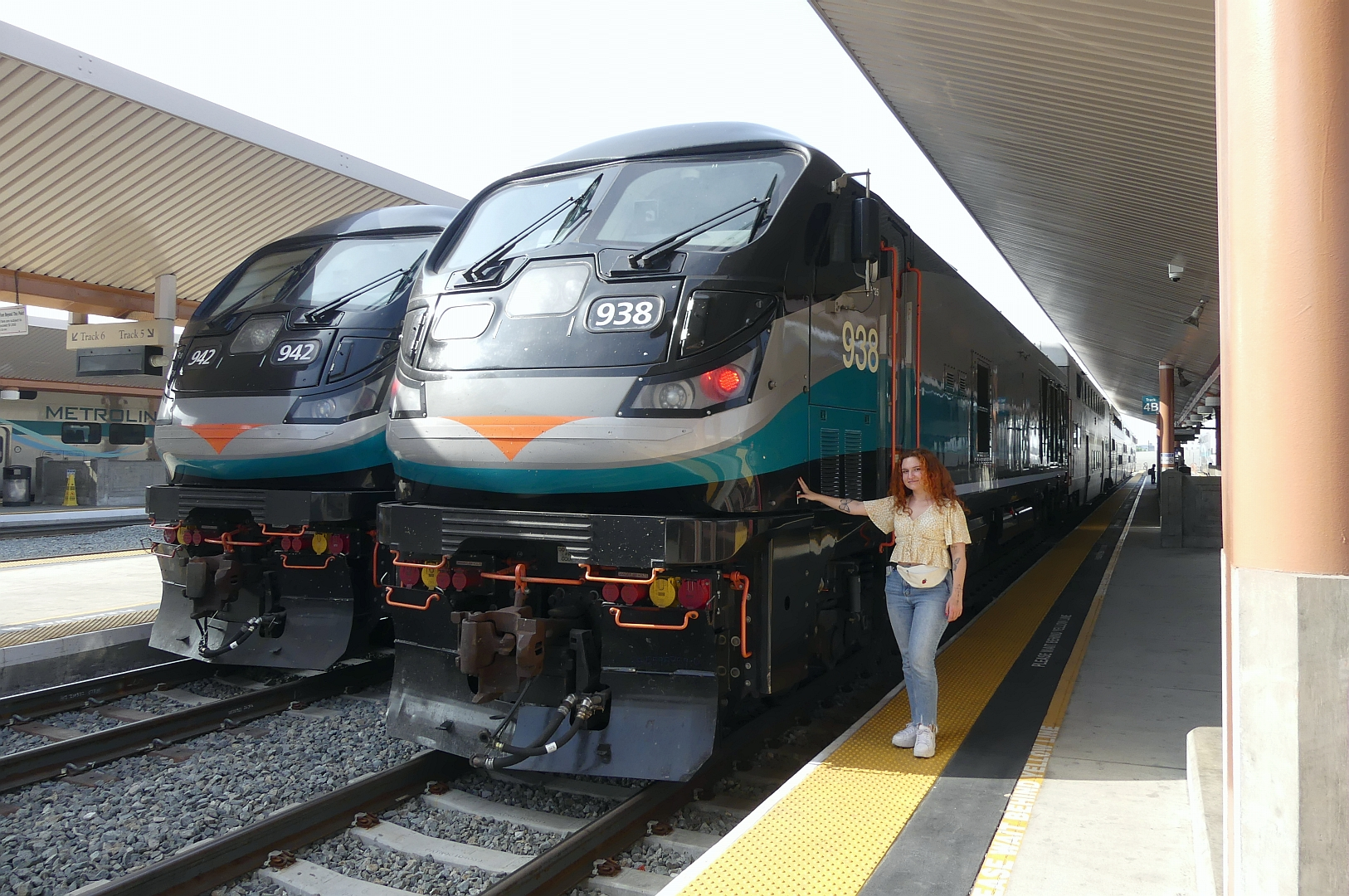
メトロリンク

ユニオン駅 (又はユニオン・ステーション、英語: Union Station) は、アメリカ合衆国ロサンゼルス郡ロサンゼルス市のダウンタウン北東部にあるターミナル駅で、アメリカ合衆国に幾つかあるユニオン駅のうちの一つである。アムトラック、メトロリンク、メトロレール(Metro Rail)の列車が発着する。駅舎は特徴ある外観と内部で知られる。ロサンゼルス郡都市圏交通局が所有。

## 乗り入れ路線

### アムトラック
アムトラックの主要ターミナル駅である。受託荷物の取扱駅で、荷物のチェックインは発車時刻の24時間前から可能である。

以下の路線の始発駅／終着駅である
- テキサス・イーグル - サンアントニオ経由シカゴ ユニオン駅行
- コースト・スターライト - シアトル行
- サンセット・リミテッド - ニューオーリンズ行
- サウスウェスト・チーフ - シカゴ ユニオン駅行

次の列車がこの駅を経由する
- パシフィック・サーフライナー - サンルイスオビスポとサンディエゴ間

なお、オークランド/サクラメント - ベーカーズフィールド間を走るサン・ホアキンとの連絡のため当駅からベーカーズフィールドへの連絡バスが運行されている。

### メトロリンク
メトロリンクは 南カリフォルニア地域鉄道局(SCRRA)が所有する通勤列車で、全7路線のうち以下の6路線がこの駅から出発している。
- 91ライン - リバーサイド行
- アンテロープバレーライン - ランカスター行
- オレンジカウンティーライン - オーシャンサイド行
- リバーサイドライン - リバーサイド行
- サンバナディーノライン - サンバーナーディーノ行
- ベンチュラカウンティライン - イースト・ベンチュラ(East Ventura)行

(バーバンク-ボブ・ホープエアポートラインというベンチュラカウンティラインの一部区間のみを走る列車もある)

### メトロレール
メトロレール(Metro Rail)はロサンゼルス郡都市圏交通局が運営する地下鉄とLRTで、この駅に乗り入れているのは次の3線である。地下鉄・LRTともホーム構造はそれぞれ1面2線の島式となっている。
- 地下鉄B線、D線（両線が共用するホームは地上ホームの連絡通路のほぼ真下にあり、出入口階段も東西駅舎側にそれぞれ設けられている）
- LRTのA線（ホームはアムトラック／メトロリンクのホームと平行して地上の一番西寄りにある）

## 駅舎
ユニオン駅の駅舎はパーキンソン父子(The Parkinsons)を中心とし、Jan van der Lindenを含む何人かの建築家たちによって設計された。アメリカの鉄道の縮小期に建設されたため、他のユニオン駅と比べると小ぶりな駅舎である。
建物はスパニッシュ・ミッション様式、ストリームライン・モダン様式の折衷で、細部のデザインには八芒星が使われている。
駅舎の中には待合室のほかにレストラン、バー、コンビニエンスストア、コーヒーショップ(スターバックス)などが設けられている。また、一般利用客用の待合室のほかにアムトラックのビジネスクラス席・寝台車利用客のための「メトロポリタン・ラウンジ」(Metropolitan Lounge)も設けられている。待合室の両側には中庭があり、元々は列車を下りた乗客は南側の中庭を通るようになっていた。内部の壁の下部はトラバーチンで、上部は音響効果タイルである。大きな部屋の床はテラコッタのタイルが敷かれ 通路中央には大理石やトラバーチンが埋め込まれている。
駅舎正面入口を入って左側の広間はかつてチケットカウンターとして使用されていた。チケット売り場が待合室の先へ移った2017年現在もカウンターが残されているが、貸切イベントやロケ撮影などの特別な行事のほかは一般客の立ち入りが制限されている。

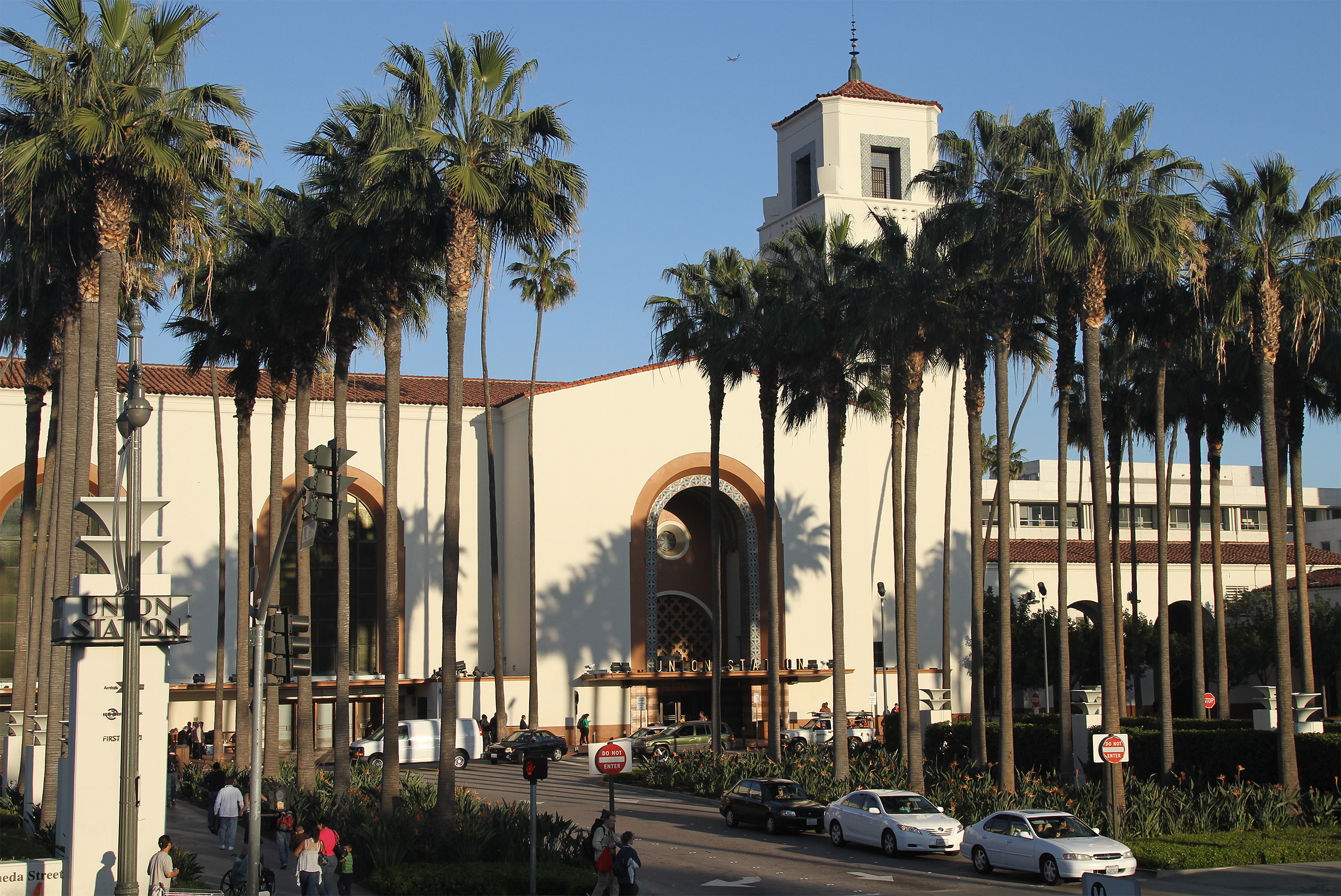
西口駅舎
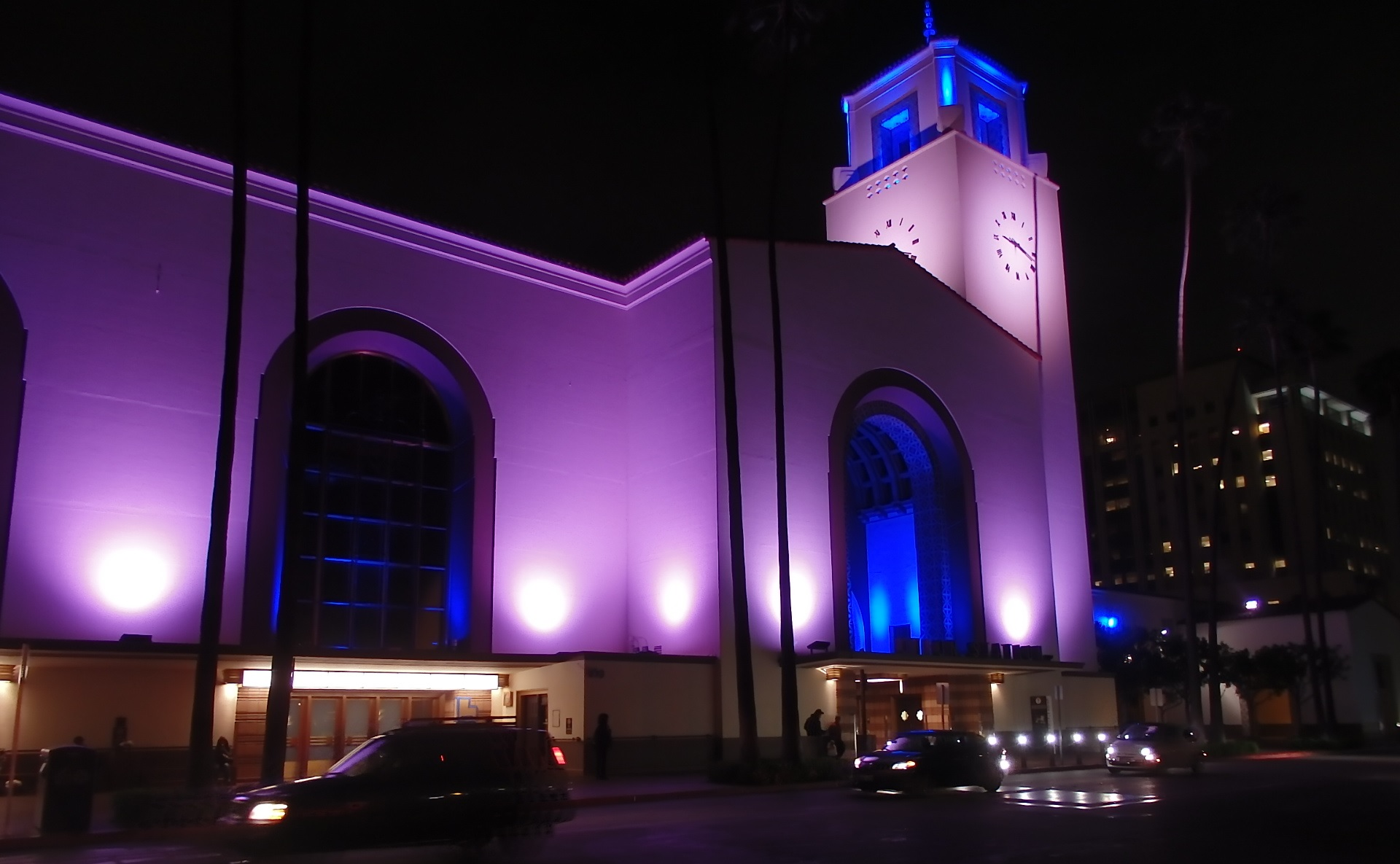
夜間のライトアップ
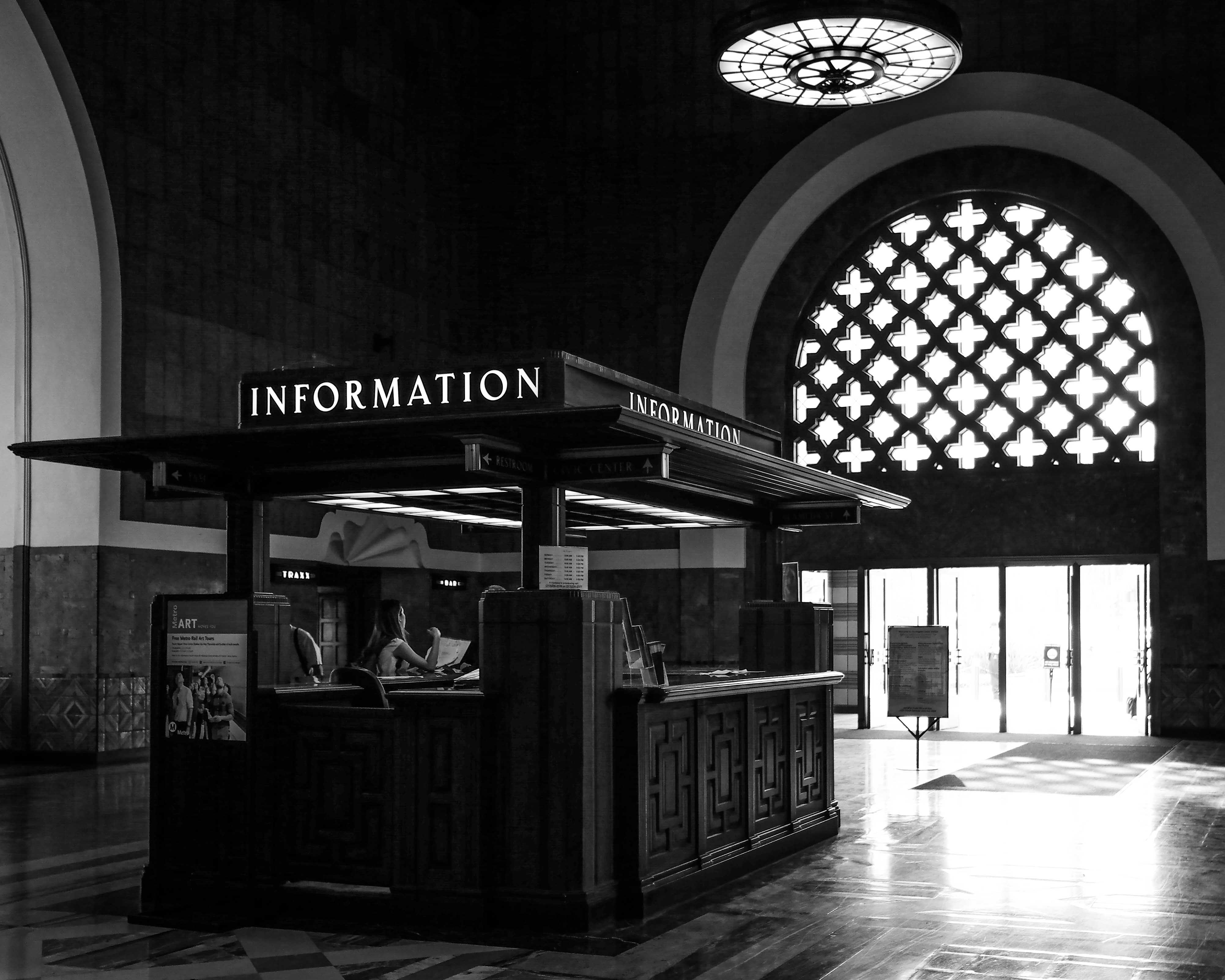
案内所
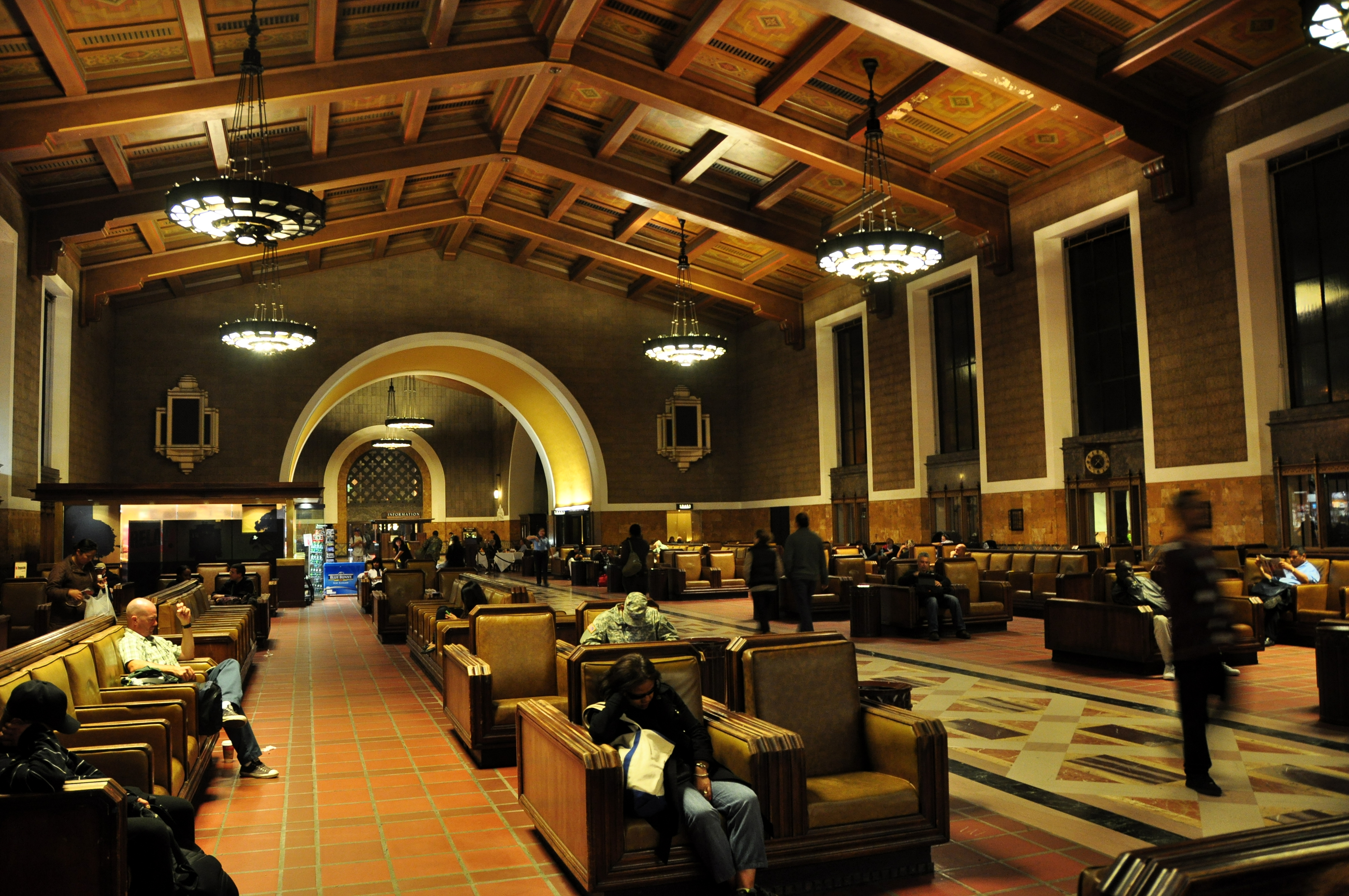
待合室
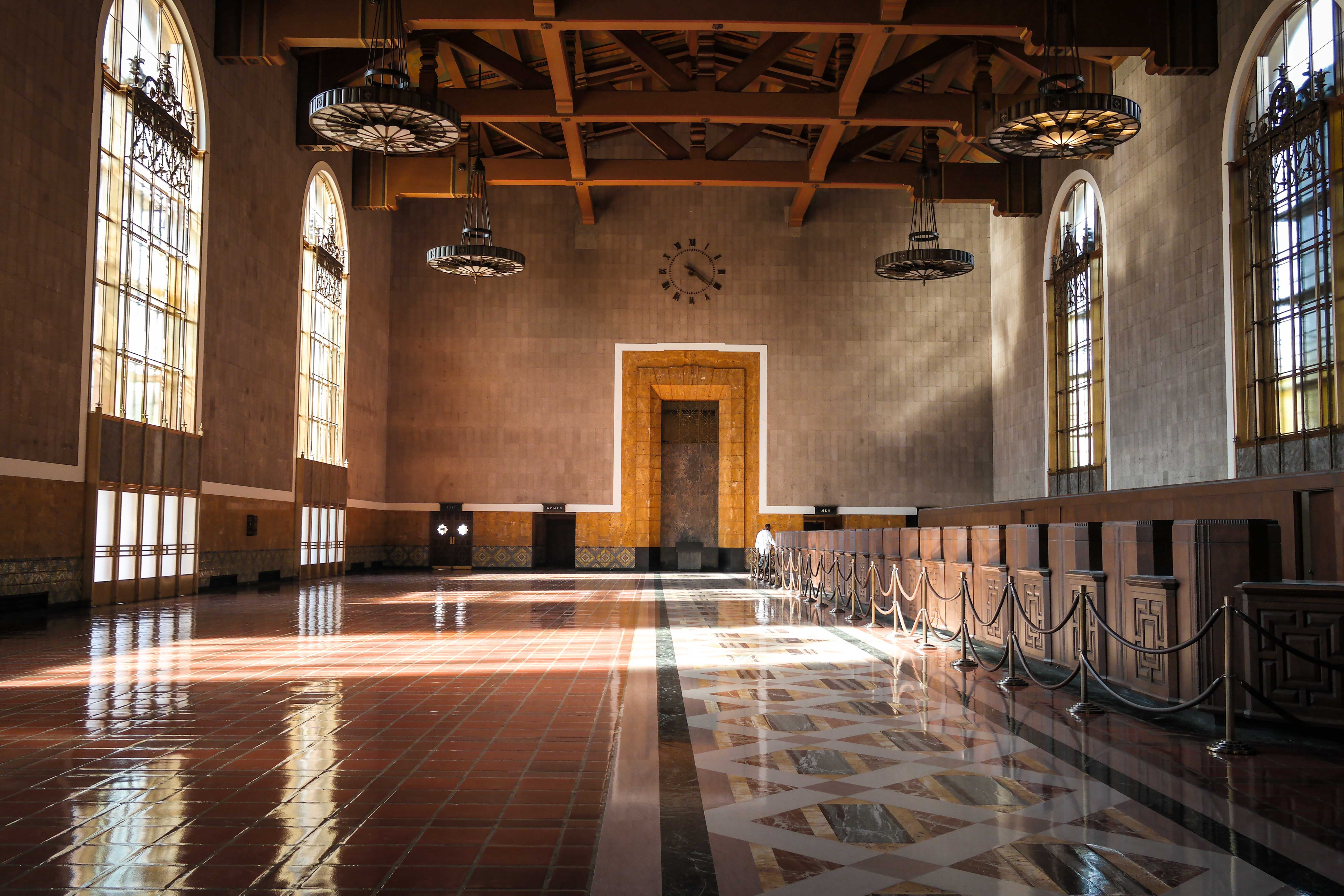
旧チケットカウンター
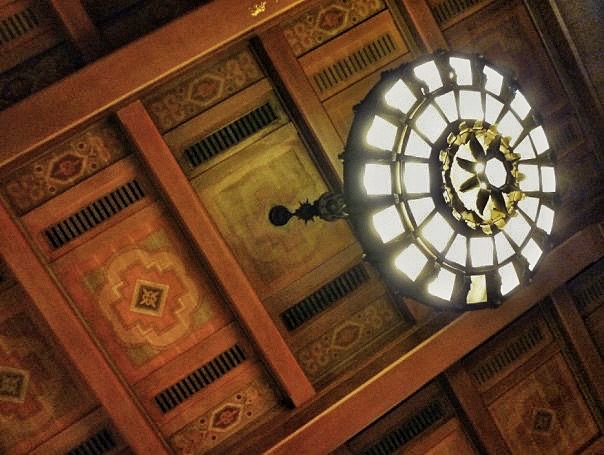
アールデコ調の照明
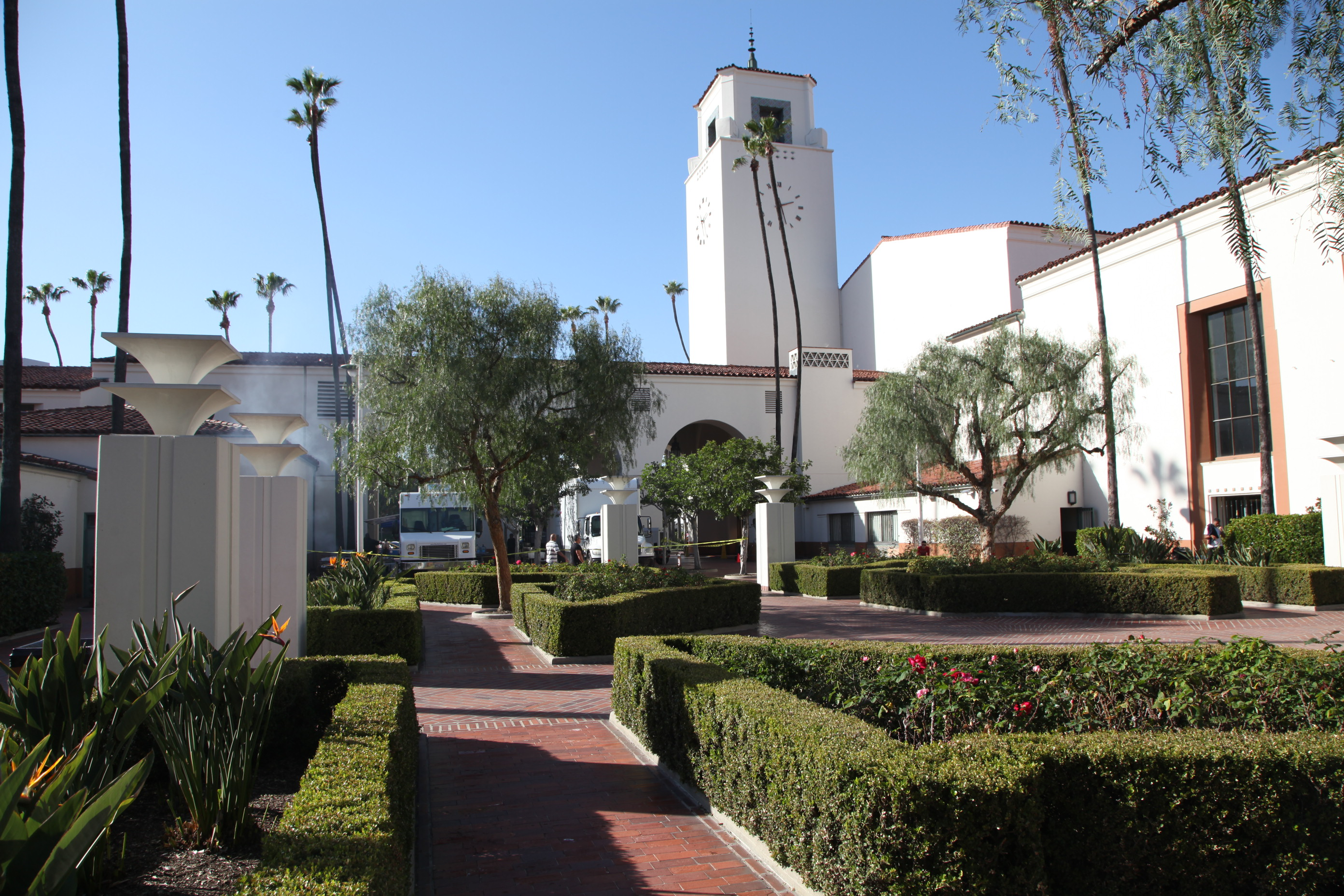
南側中庭

## 年表
- 1939年 3月に開業。
- 1972年 Los Angeles Historic-Cultural Monumentに指定される。
- 1980年 アメリカ合衆国国家歴史登録財に登録される。
- 2011年 ロサンゼルス郡都市圏交通局の所有になる。

## バス路線

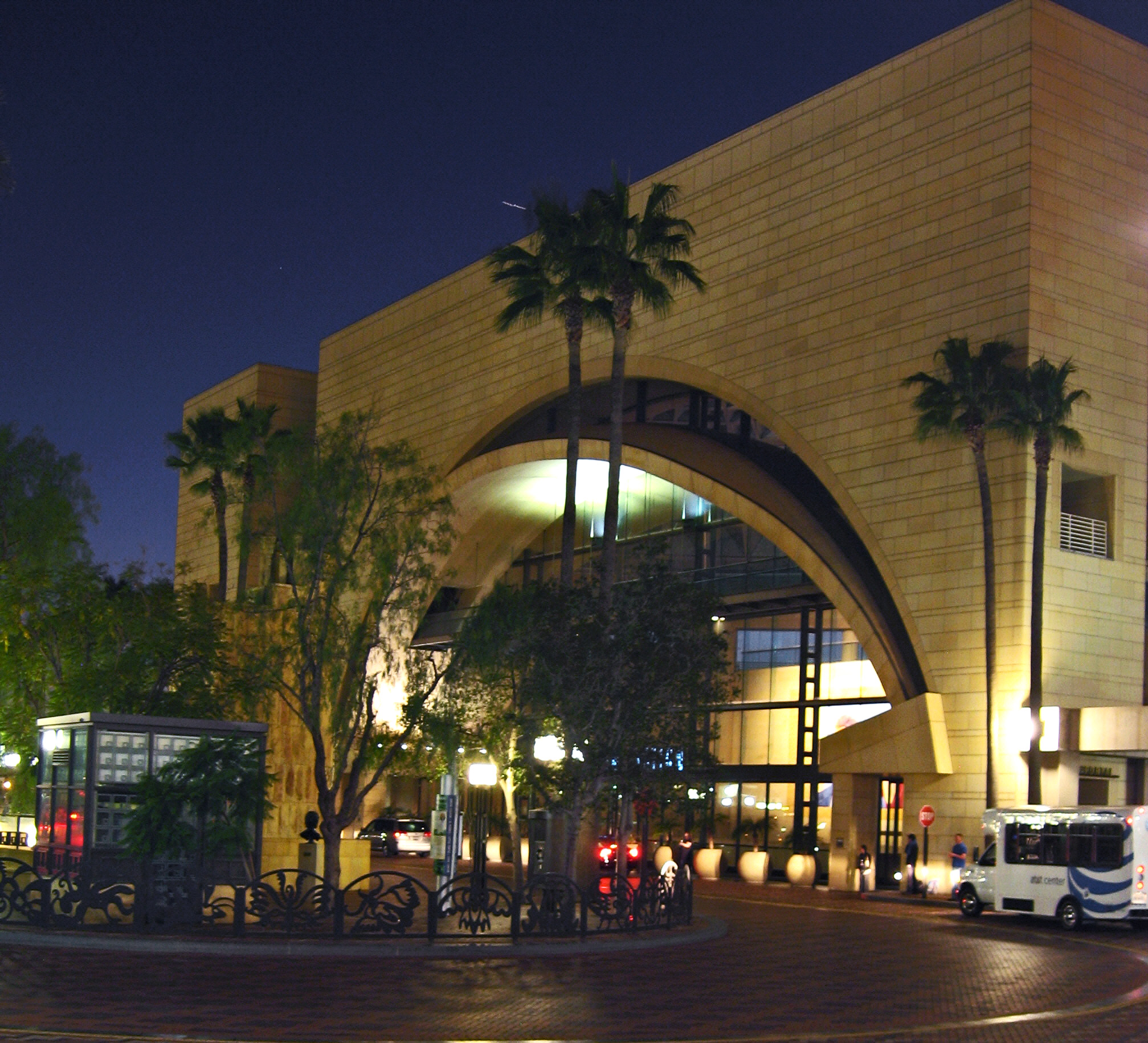
モダンな東口駅舎

バスロータリーのパトサウラス・トランジット・プラザ(Patsaouras Transit Plaza)はユニオン駅の東側にある。
駅周辺からは多数のバスが発着している。バス専用道路 エル・モンテ・バスウェイ(El Monte Busway)を走るバスはアラメダ・ストリート(Alameda St.)の西、エル・モンテ・バスウェイの入り口付近に止まる。

### アムトラックが運行するバス
アムトラック・スルーウェイが運行する長距離バスは西口駅舎北側のバス停から発着する。発車時刻はアムトラックのサイトで列車の場合と同じように出発地と目的地を入力して検索すれば表示される。
ベーカーズフィールド行はアムトラックのサン・ホアキンに接続するための路線である。ロングビーチ／サンペドロ行はカタリーナ島行きフェリーとクルーズ船のターミナルへ向かうのに利用できる。
- ロサンゼルス/ベーカーズフィールド
- ロサンゼルス/ベーカーズフィールド (メトロリンクのサンタ・クラリータ・ニューホール駅経由)
- ロサンゼルス/ロングビーチおよびサンペドロ
- ロサンゼルス/サンタ・バーバラ (夜間、列車の運転が終わった後)
- ロサンゼルス/ヴァン・ナイズ
- ロサンゼルス/ラスベガス
- サンディエゴ/ベーカーズフィールド (ロサンゼルス経由)
- サンタ・アナ/ベーカーズフィールド (ロサンゼルス経由)

### シルバーライン(メトロライナー)
メトロライナー(Metro Liner)はロサンゼルス郡都市圏交通局が運営する高速バスシステム。バス専用レーンなどを利用して高速化を図っている。ユニオン駅にはシルバーライン(Silver Line)が通っている。シルバーラインにはアラメダ・ストリートとエル・モンテ・バスウェイの交差点付近から乗車する。このバス停は2013年4月までにパトサウラス・トランジット・プラザ近くに移転する予定である。シルバーラインの運行時間は平日は午前4時15分頃から午前1時45分頃迄、土日休日は午前5時頃から午前1時45分頃迄である。

### その他のバス

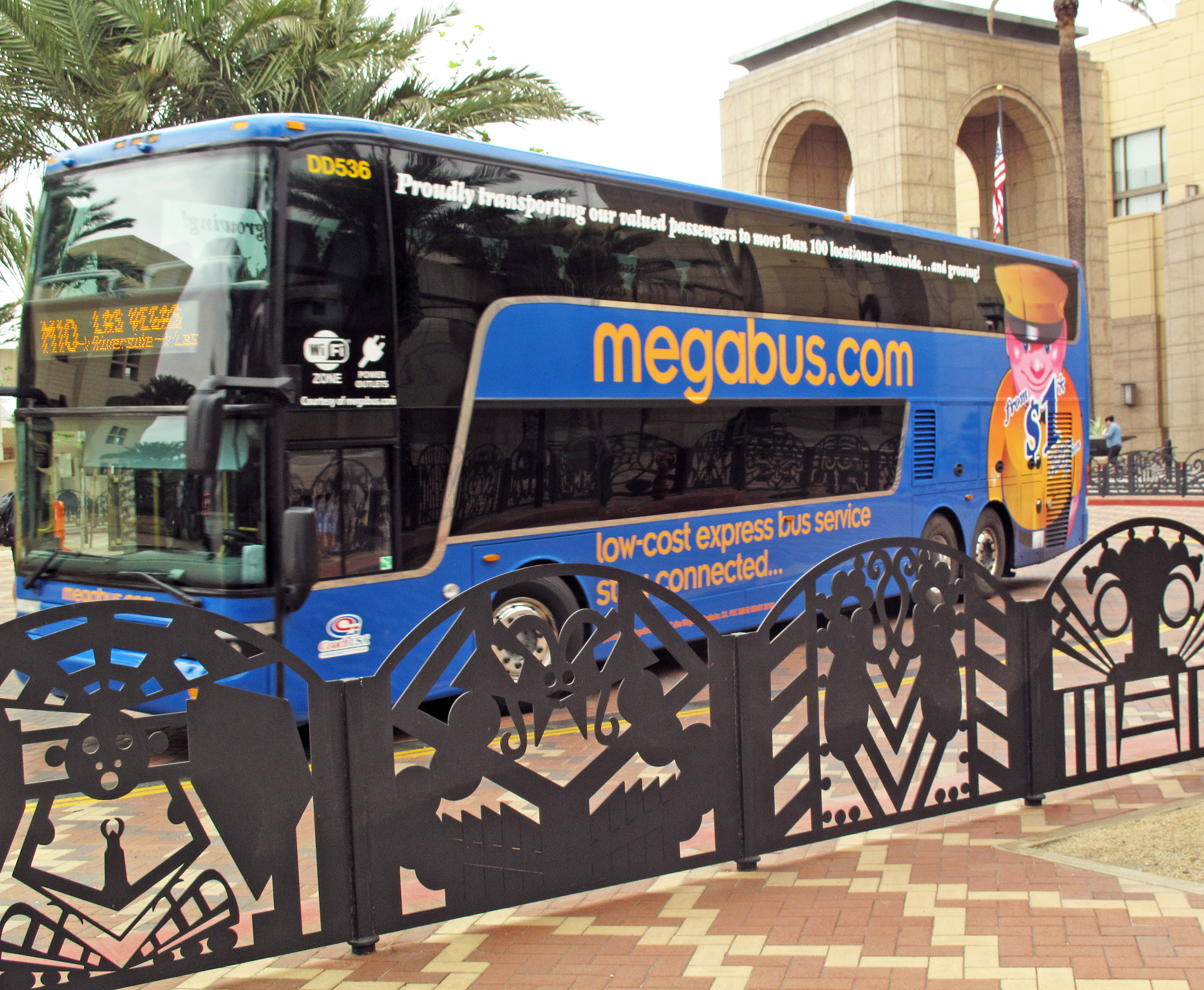
パトサウラス・トランジット・プラザ

頭に"メトロ"の付くバスはロサンゼルス郡都市圏交通局の運営。ダッシュは(DASH)はロサンゼルス市交通局(Los Angeles Department of Transportation)の運営。

アラメダ・ストリートの西、エル・モンテ・バスウェイの入り口近くに止まるバス
(但し699はパトサウラス・トランジット・プラザ発着)
- フットヒル・トランジット(Foothill Transit) : 481, 493, 497, 498, 499, 699(平日のラッシュアワーのみ)
- シルバー・ステイク(Silver Streak)
- メトロ・エクスプレ(Metro Express) : 485, 487, 489
- ダッシュ(LADOT DASH) : B (平日のみ), DD (平日のみ)
- カリフォルニア・シャトルバス(California Shuttle Bus) : サンタモニカ、オークランド、サンフランシスコ、サンノゼ行

パトサウラス・トランジット・プラザを発着するバス
- メトロ・ローカル(Metro Local) : 33(夜遅く), 40
- メトロ・エクスプレス(Metro Express) : 442, 485
- メトロ・ラピッド(Metro Rapid) : 704, 728, 733, 745
- アンテロープ・バレー・トランジット(Antelope Valley Transit Authority) : 785*
- サンタ・クラリータ・トランジット(City of Santa Clarita Transit) : 794*
- ダッシュ(LADOT DASH) : D (平日のみ), バンカー・ヒル・シャトル(Bunker Hill Shuttle)
- LADOTコミュータ・エクスプレス(LADOT Commuter Express) : 430*, 534*
- OCTAバス(Orange County Transportation Authority) : 701*
- ビッグ・ブルー・バス(Big Blue Bus) : 10 サンタモニカ行き
- トーランス・トランジット(Torrance Transit) : 1, 2
- フットヒル・トランジット(Foothill Transit) : 699
- フライアウェイ・バス(FlyAway Bus) : ロサンゼルス国際空港への直行バス

* 平日のラッシュアワーのみ運行。
セザー・E・チャベス/ヴィンズ(Cesar E Chavez / Vignes)から発着するバス
- メトロ・ローカル(Metro Local) : 68, 70, 71, 78, 79, 378
- メトロ・ラピッド(Metro Rapid) : 770
- ダッシュ(LADOT DASH) : リンカーン・ハイツ/チャイナタウン

## 駅周辺
駅正面道路の反対側にはロサンゼルス発祥の地オルベラ街(Olvera Street)があり、ロサンゼルスの見どころの一つになっている。駅舎からホーム下の連絡通路を通り抜けるとロサンゼルス郡都市圏交通局のビルとそのカスタマー・センター(平日のみ営業)がある。更に階段を上って外に出たところがバスターミナル、パトサウラス・トランジット・プラザである。

## 登場する作品
多くの映画やドラマでこの駅が撮影場所として使われている。

### 映画
- Armored Car Robbery
- Behave Yourself!
- ブレードランナー - かつてのチケット売り場は同映画で警察署のシーンで使用。
- Blondie Plays Cupid
- 待ちきれなくて…
- コラテラル
- Criss Cross
- Cry Danger
- The Company She Keeps
- スペル
- ザ・ドライバー
- Gable and Lombard
- Highway 301
- ハスラー
- アイランド
- ウー・ウー・キッド
- ミニミニ大作戦
- The Narrow Margin
- パール・ハーバー
- Private Eye
- Raise Your Voice
- The Rebel Set
- Show Them No Mercy
- 大陸横断超特急
- Southside 1-1000
- スピード
- スタートレック ファーストコンタクト
- 放射能X
- ラインの監視
- 追憶
- Under the Rainbow
- You're Never Too Young

このほか、2021年に行われた第93回アカデミー賞ではメイン会場として使用されている。

### テレビドラマ
- 24 -TWENTY FOUR-
- エイリアス
- キャッスル 〜ミステリー作家は事件がお好き (グランド・セントラル駅という設定)
- CHUCK/チャック
- クリミナル・マインド FBI行動分析課 (ワシントンD.C.のユニオン駅という設定)
- NCIS:LA 〜極秘潜入捜査班
- タイムマシーンにお願い
- メンタリスト (シーズン4 エピソード22、アムトラックのサクラメント駅の待合室という設定)

### ゲーム
- グランド・セフト・オート・サンアンドレアス

ロサンゼルスがモデルであるロスサントスにある鉄道駅で名称がユニティー・ステーションとなっている。
- Midnight Club: Los Angeles
- L.A.ノワール

ランドマークの一つ。中に入ることが可能。